# 9. december
9. december je 343. dan leta (344. v prestopnih letih) v gregorijanskem koledarju. Ostaja še 22 dni.

## Dogodki
- 1824 – perujska mornarica pri Ayacuchu premaga špansko
- 1888 – Herman Hollerith namesti računsko napravo v Ameriškem obrambnem ministrstvu
- 1892 – ustanovljen nogometni klub Newcastle United
- 1940 – začetek britanske ofenzive v Egiptu in Libiji
- 1941:
  - Francija in Japonska podpišeta vojaški sporazum v Indokini
  - japonske enote se izkrcajo na otočju Gilbert
  - Hitler ukaže uničiti mornarico ZDA
  - Svobodna Francija napove vojno Japonski
  - gestapo izsledi člane vodstva narodnoosvobodilnega gibanja za Slovenijo
- 1943 – XIV. divizija napade Kočevje
- 1961:
  - v Izraelu končano sojenje nacističnemu voditelju Adolfu Eichmannu
  - Tanganjika postane neodvisna država
  - v Mariboru prvič zasedajo predstavniki Združenja visokošolskih zavodov, kar pozneje pripelje do ustanovitve Univerze v Mariboru
- 1967 – Nicolae Ceaușescu postane voditelj Romunije
- 1968 – Douglas Engelbart javno predstavi pionirski hipertekstni sistem
- 1987 – velika delavska stavka v Litostroju (Ljubljana)
- 1992 – princ Charles in Diana oznanita namero o sporazumni ločitvi

## Rojstva
- 1508 – Regnier Gemma Frisius, belgijski (flamski) matematik, kozmograf, kartograf, zdravnik, astronom († 1555)
- 1571 – Adriaan Metius, nizozemski matematik, astronom († 1638)
- 1608 – John Milton, angleški pesnik († 1674)
- 1717 – Johann Joachim Winckelmann, arheolog, umetnostni zgodovinar († 1768)
- 1742 – Carl Wilhelm Scheele, švedski kemik († 1786)
- 1748 – Claude Louis Berthollet, savojsko-francoski kemik († 1822)
- 1828 – Peter Joseph Dietzgen, nemški filozof in socialist († 1888)
- 1842 – Peter Aleksejevič Kropotkin, ruski anarhist, geograf, raziskovalec († 1921)
- 1868:
  - Ivan Regen, slovenski biolog († 1947)
  - Fritz Haber, nemški kemik, nobelovec  1918 († 1934)
- 1871 – Fran Govekar, slovenski pisatelj, dramatik († 1949)
- 1886 – Clarence Birdseye, ameriški izumitelj, poslovnež († 1956)
- 1897 – Franc Leskošek Luka, slovenski partizanski poveljnik, politik († 1983)
- 1906 – Grace Hopper, ameriška pionirka računalništva († 1992)
- 1916 – Kirk Douglas, ameriški filmski igralec judovskega rodu († 2020)
- 1929 – John Cassavetes, ameriški filmski igralec, režiser († 1989)
- 1934 – Judi Dench, britanska filmska igralka
- 1953 – John Malkovich, ameriški filmski igralec, režiser
- 1954 – Jean-Claude Juncker, luksemburški politik in predsednik Evropske komisije
- 1963 – Zurab Žvanija, gruzinski predsednik vlade († 2005)
- 1969 – Bixente Lizarazu, francoski nogometaš

## Smrti
- 1165 – Malcolm IV., škotski kralj (* 1141)
- 1268 – Vaišvilkas, veliki knez Litve
- 1291 – Sadi, perzijski pesnik, pisatelj (* 1213)
- 1299 – Bohemond I. Warnesberški, trierski nadškof, knez-elektor
- 1437 – Sigismund Luksemburški, cesar Svetega rimskega cesarstva  (* 1368)
- 1626 – Salomon de Brosse, francoski arhitekt (* 1571)
- 1641 – sir Anthonis van Dyck, belgijski (flamski) slikar (* 1599)
- 1881 – Valentin Pleiweis, slovenski bankir in mecen (* 1814)
- 1883 – François Lenormant, francoski arheolog, numizmatik (* 1837)
- 1933 – Émile Meyerson, poljski filozof (* 1859)
- 1935 – Lafayette Benedict Mendel, ameriški biokemik (* 1872)
- 1937 – Nils Gustaf Dalén, švedski fizik, nobelovec  1912 (* 1869)
- 1970 – Artem Mikojan, armenski letalski konstruktor (* 1905)
- 1971 – Ralph Johnson Bunche, ameriški politolog, diplomat, nobelovec 1950 (* 1904)
- 2013 – Eleanor Parker, ameriška filmska igralka (* 1922)
- 2014 – Jože Toporišič, slovenski jezikoslovec (* 1926)
- 2020:
  - Paolo Rossi, italijanski nogometaš (* 1956)
  - Jason Slater, ameriški basist (* 1971)

## Prazniki in obredi
- dan boja proti korupciji